# Ira Allen

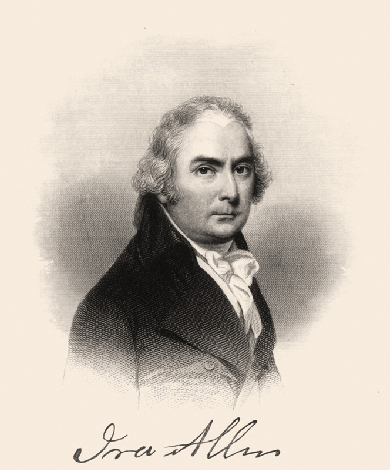
Gravure van Ira Allen

Ira Allen (Cornwall, 21 april 1751 - Philadelphia, 7 januari 1814) was een van de stichters van de Amerikaanse staat Vermont. Hij speelde een rol bij de uitroeping van de Republiek Vermont in 1777, en zette zich ervoor in dat Vermont als aparte, van New York en New Hampshire afgescheiden staat onderdeel zou worden van de Verenigde Staten. Hij nam het initiatief voor de oprichting van de Universiteit van Vermont. In 1795 was hij betrokken bij een poging om met Franse steun een nieuwe onafhankelijke republiek uit te roepen die zou bestaan uit Vermont en Franstalige delen van Canada. Hij was een broer van de militieleider Ethan Allen.

## Biografie
Ira Allen werd geboren in de plaats Cornwall in de Britse kolonie Connecticut, als jongste van zes zonen van Joseph Allen en zijn vrouw Mary Baker Allen. In 1771 ging Allen met zijn broer Ethan naar Vermont als landmeter voor de door hen opgerichte Onion River Land Company. Samen met zijn broer was hij betrokken bij de conflicten tussen de koloniale provincies New York en New Hampshire over de zeggenschap over het gebied tussen de bovenloop van de Hudson en de Connecticut Rivier (de latere staat Vermont). De familie Allen bezat in dat gebied grote stukken land. Ethan Allen werd bekend als de leider van de Green Mountain Boys, de militie van de New Hampshire factie. Ira Allen bracht de Champlain vallei in kaart. In 1775 sloot hij zich aan bij de door zijn broer geleide mislukte militaire expeditie naar Quebec in 1775. 
Tijdens de Amerikaanse Onafhankelijkheidsoorlog zette Allen zich in voor onafhankelijkheid van Groot-Brittannië, en speelde een rol bij de uitroeping van de Republiek Vermont in 1777. Het was oorspronkelijk zijn bedoeling dat Vermont onafhankelijk zou zijn van zowel de Britse koloniën als de pas opgerichte Verenigde Staten. Kort na 1780, vlak voor het eind van de oorlog, waren Ira en Ethan Allen betrokken bij gesprekken met Frederick Haldimand, de Britse gouverneur van de provincie Quebec, over de mogelijkheid om van Vermont weer een Britse provincie te maken. Hun verklaring voor deze gesprekken was dat zij de onderhandelingen met Haldimand slechts gebruikten om een Britse invasie van Vermont vanuit Canada te voorkomen. Ook wilden ze het Continentale Congres ertoe bewegen Vermont te erkennen als een aparte, van New York en New Hampshire afgescheiden staat, en het op die basis tot de Verenigde Staten toe te laten. Vermont werd in 1791 als staat erkend.

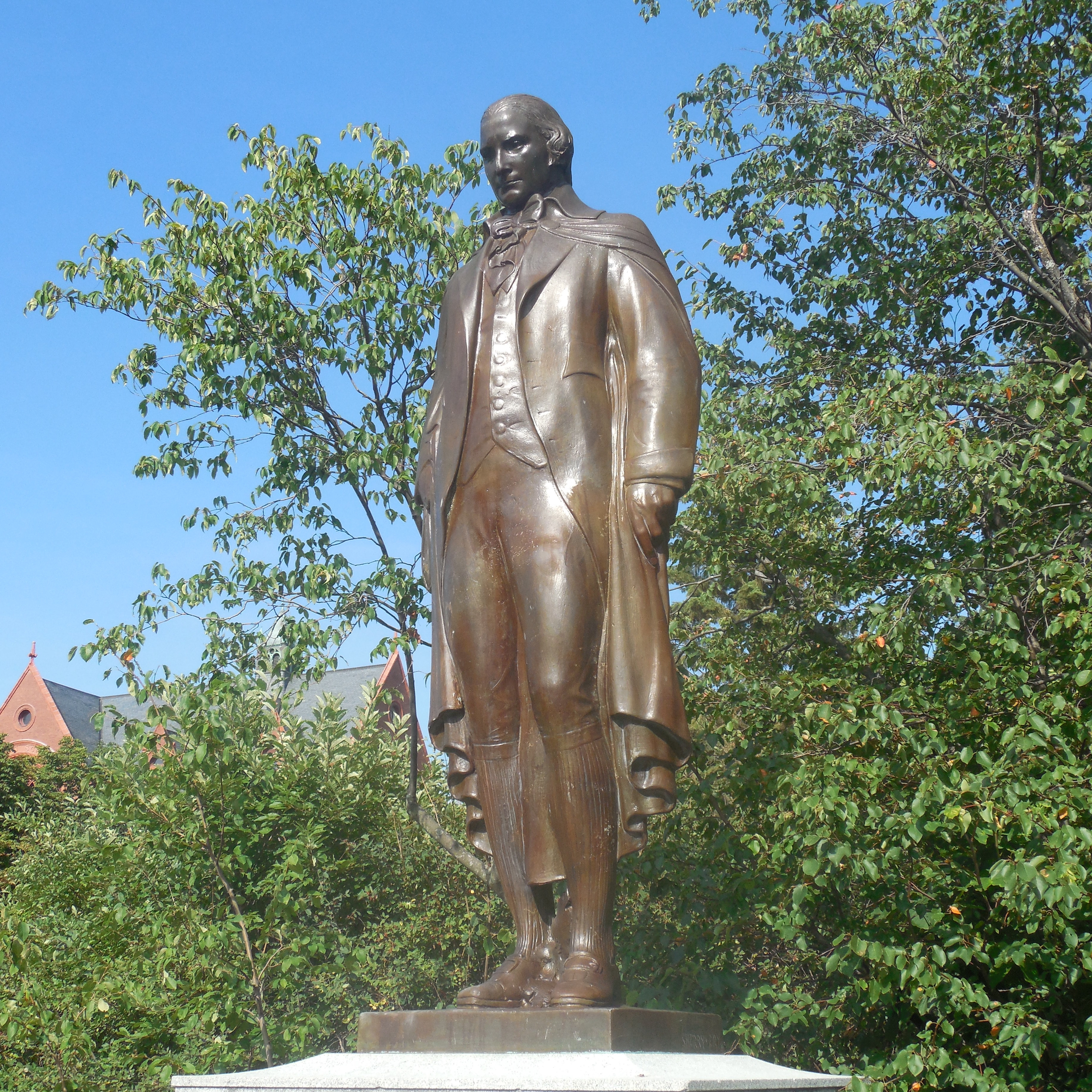
Standbeeld van Ira Allen op de campus van de Universiteit van Vermont

De familie Allen was vermogend. Allen was zelf grootgrondbezitter in Vermont en eigenaar van een aantal fabrieken. Allen was van 1778 tot 1786 de eerste minister van financiën van Vermont, en van 1779 tot 1787 ook de eerste landmeter-generaal van Vermont. Het was zijn ambitie om de Champlainvallei winstgevend te ontwikkelen. Als minister en landmeter-generaal zag hij toe op de verdeling van land en exploitatierechten. Hij heeft daarbij ook zichzelf en zijn familie bevoordeeld.  In 1780 diende Allen bij de staat Vermont een petitie in voor de oprichting van de Universiteit van Vermont. Hij droeg zelf geld bij, en een terrein van 20 hectare in Burlington. Hij wordt gezien als de 'vader van de universiteit'. 
Na 1790 kwam hij gaandeweg in financiële problemen. In 1795 reisde hij naar Europa. Het officiële doel van zijn reis was om bij de Britse regering steun te krijgen voor de aanleg van een kanaal van de Saint-John naar de Saint Lawrence ten noorden van Montreal. Nadat de Britten zijn plannen hadden afgewezen reisde hij door naar Frankrijk om militaire hulp te vragen voor de oprichting van een onafhankelijke republiek met de naam Reunited Columbia (later: United Columbia), die naast Vermont ook Franstalige delen van Canada zou omvatten. De Directoire stond niet afwijzend tegenover het plan en verkocht Allen 20.000 musketten en 24 kanonnen, zogenaamd voor de bewapening van de militie in Vermont. Het schip Olive Branch, waarmee hij naar Amerika wilde terugkeren werd door de Britten op zee aangehouden. Allen werd naar Engeland gebracht, en beschuldigd van het leveren van wapens aan Ierse rebellen. 
In deze periode verslechterden de relaties tussen de Verenigde Staten en Frankrijk. Toen Allen naar Parijs ging om documenten op te halen die zijn onschuld zouden kunnen bewijzen, werd hij door de Franse overheid gearresteerd en enkele maanden opgesloten in de beruchte gevangenis Sainte Pelagie. In november 1800 kon hij Frankrijk verlaten om naar Amerika terug te keren.
Tijdens zijn afwezigheid was zijn financiële toestand dramatisch achteruit gegaan. In 1803 ging hij bankroet. Allen stierf in Philadelphia, waar hij heen was gegaan om aan gevangenschap wegens schulden te ontkomen.

## Nagedachtenis
Allen werd in Philadelphia begraven in een armengraf op de begraafplaats in Arch Street; de exacte locatie van zijn graf is niet meer te achterhalen. Er is een cenotaaf in zijn nagedachtenis geplaatst op Wetherills Cemetery in Audubon, Pennsylvania, en een op Greenmount Cemetery in Burlington, Vermont. Op de hoofdcampus van de Universiteit van Vermont is een kapel naar hem genoemd en een standbeeld voor hem opgericht.